# Angkor Thom
Angkor Thom és una de les ciutats khmers més grans i importants, forma part del complex arqueològic d'Angkor, declarat Patrimoni de la Humanitat per la UNESCO. És al nord de l'actual Siem Reap, a Cambodja. Fou fundada per Jayavarman VII i va esdevenir la capital del regne.

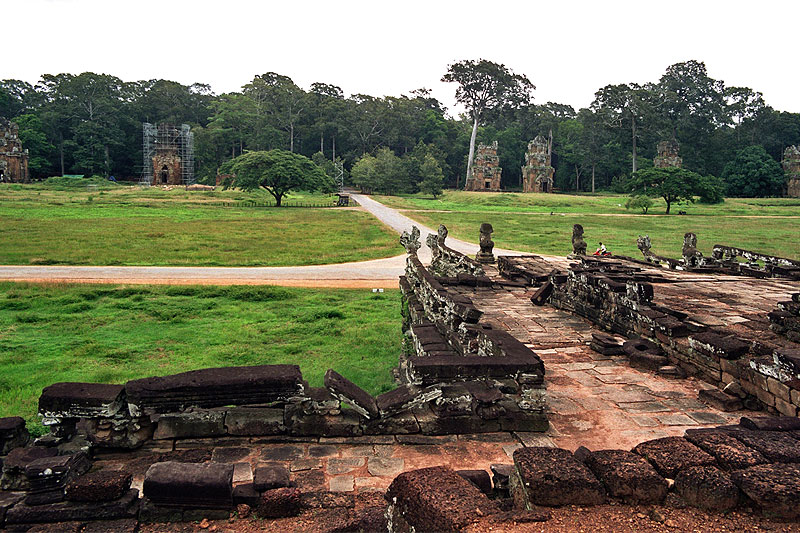
La plaça Central d'Angkor Thom des de la Terrassa dels Elefants i amb les torres de Prasat Suor Prat al fons

## Història

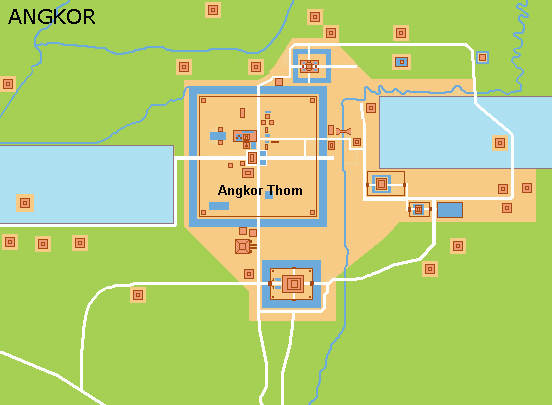
Situació d'Angkor Thom, dins el recinte arqueològic d'Angkor

La ciutat d'Angkor Thom es va aixecar en el mateix indret de l'antiga capital fundada per Yasovarman I (889-910), coneguda amb el nom de Yasodharapura i va acollir dins de les muralles algunes construccions preexistents, com ara els temples de Baphuon (1060 ?) i Phimeanakas (segle xi).
La urbanització va començar a partir de la fi del segle xii i fou impulsada per Jayavarman VII, quan va recuperar el poder en el segon període del seu govern (entre el 1181 i 1219). Va ser el centre, la capital en els darrers anys del regne a Angkor, període en què afegir un quants edificis. El nom es pot traduir com 'gran ciutat'.

## Arquitectura

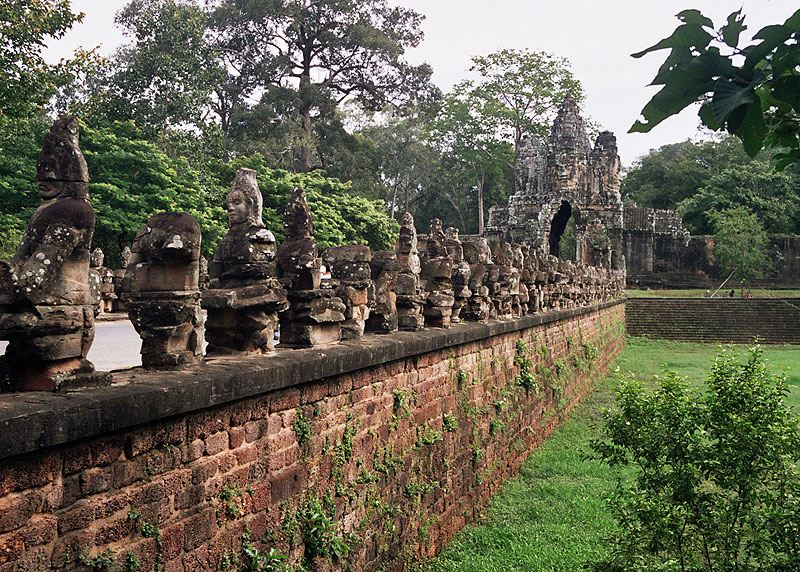
El pont i la porta Sud d'Angkor Thom, amb el fossat a la dreta, ara dessecat

Aquesta ciutat està tancada per una muralla quadrada de 3 km de costat, perfectament orientada segons els punts cardinals. Es tracta d'un mur simbòlic, més que defensiu (no té merlets i té un terraplè a la part interior). El mur és de laterita, un material fàcil de treballar, però de baixa qualitat. Aquesta muralla està envoltada exteriorment per un fossat. S'hi accedeix per cinc portes, quatre al bell mig de cada costat de la muralla, i una cinquena, la porta de la Victòria, oberta a la muralla oriental i situada a l'eix del palau Reial. Un pont precedeix cada una d'aquestes portes que travessa el fossat, a les baranes del qual hi ha una sèrie de personatges, déus en un costat i diables a l'altre.

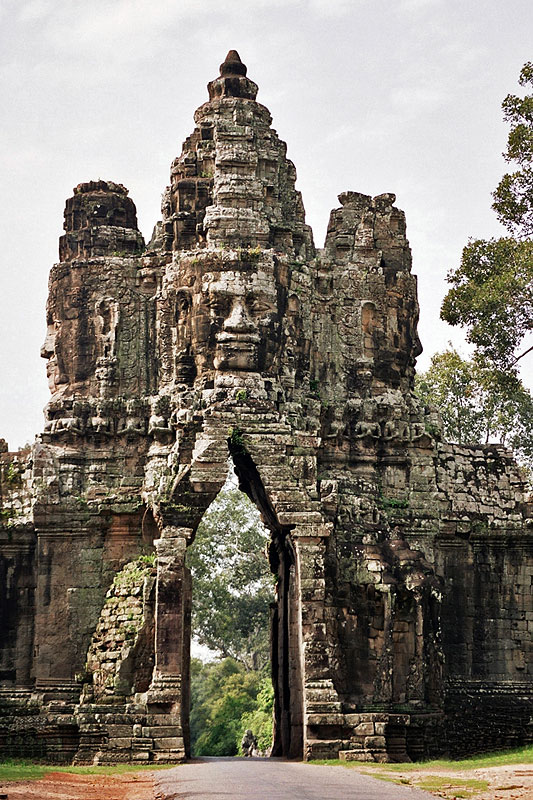
La porta Sud des de l'interior

Les portes són de característiques similars, la més ben conservada és la porta Sud, amb una triple torre amb rostres esculpits en les quatre direccions, té vint-i-tres metres d'alçada. Els rostres de les portes representen Avalokitesvara, com que es tracta d'una ciutat d'esperit budista. El portal no té llinda, està cobert per un arc fals que suporta la torre central amb dos dels rostres orientats a l'interior i exterior de la ciutat. Als costats hi ha dues torres adossades amb un rostre en cada una que miren a orient i occident; aquestes estructures reposen sobre unes cambres laterals que s'obren a l'interior del pas principal. Als costats de l'obertura central hi ha uns grups d'elefants, dos a l'exterior i dos més a l'interior, tot i que un dels interiors s'ha perdut.
Als quatre racons de l'interior del recinte hi ha quatre templets, els Prasat Chrung, que conservaven les esteles fundacionals de l'època de Jayavarman VII.
A l'interior d'aquest recinte hi ha una important sèrie de monuments. Les portes est i oest estan comunicades per una calçada, de la mateixa manera que les portes Nord i Sud. A l'encreuament d'aquestes calçades, al bell mig d'Angkor Thom, hi ha el temple de Bayon, al quadrant nord-oest hi ha el palau Reial (amb el temple de Phimeanakas) i el Baphuon. Davant el palau Reial hi ha l'àmplia Terrassa dels Elefants, oberta a la plaça central, al fons de la qual s'aixequen les torres del Prasat Suor Prat. El recinte conté encara molts altres monuments de menor entitat.
Al sud-oest del recinte hi ha una bassa on s'acumulava l'aigua de pluja, és la part més baixa de la ciutat. Aquesta bassa desguassava directament al fossat exterior.
En els darrers decennis, el conjunt s'ha beneficiat d'obres de neteja i restauració, a més d'aturar l'espoli que patien els monuments.

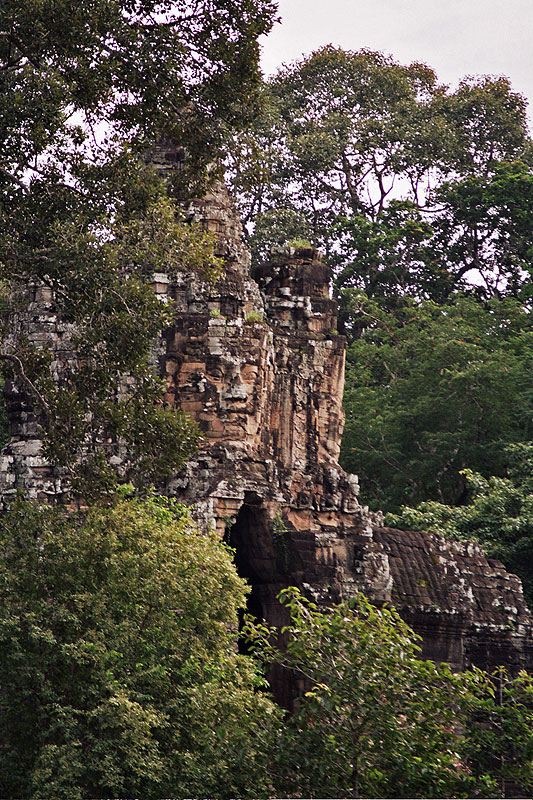
Porta Sud d'Angkor Thom
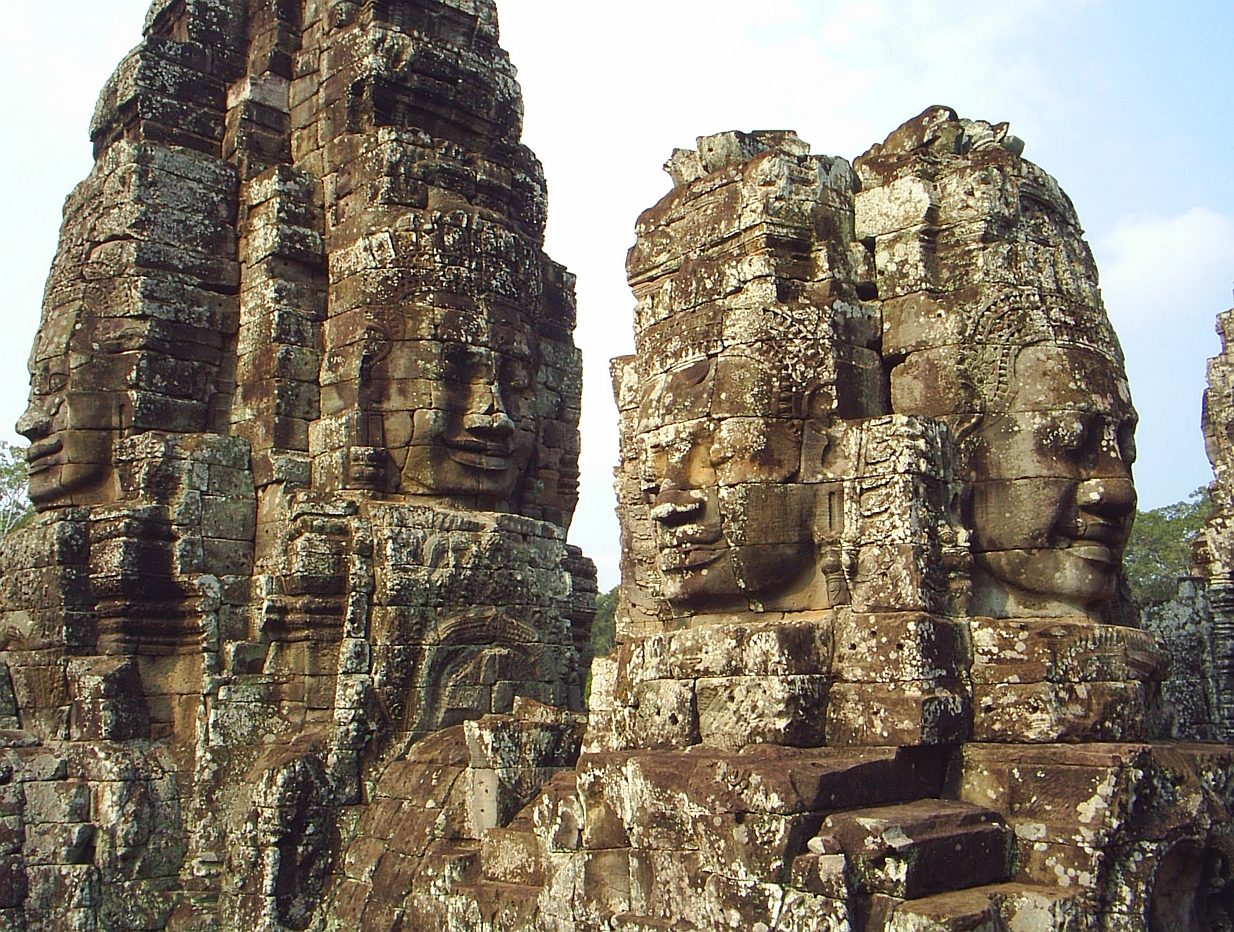
Temple de Bayon
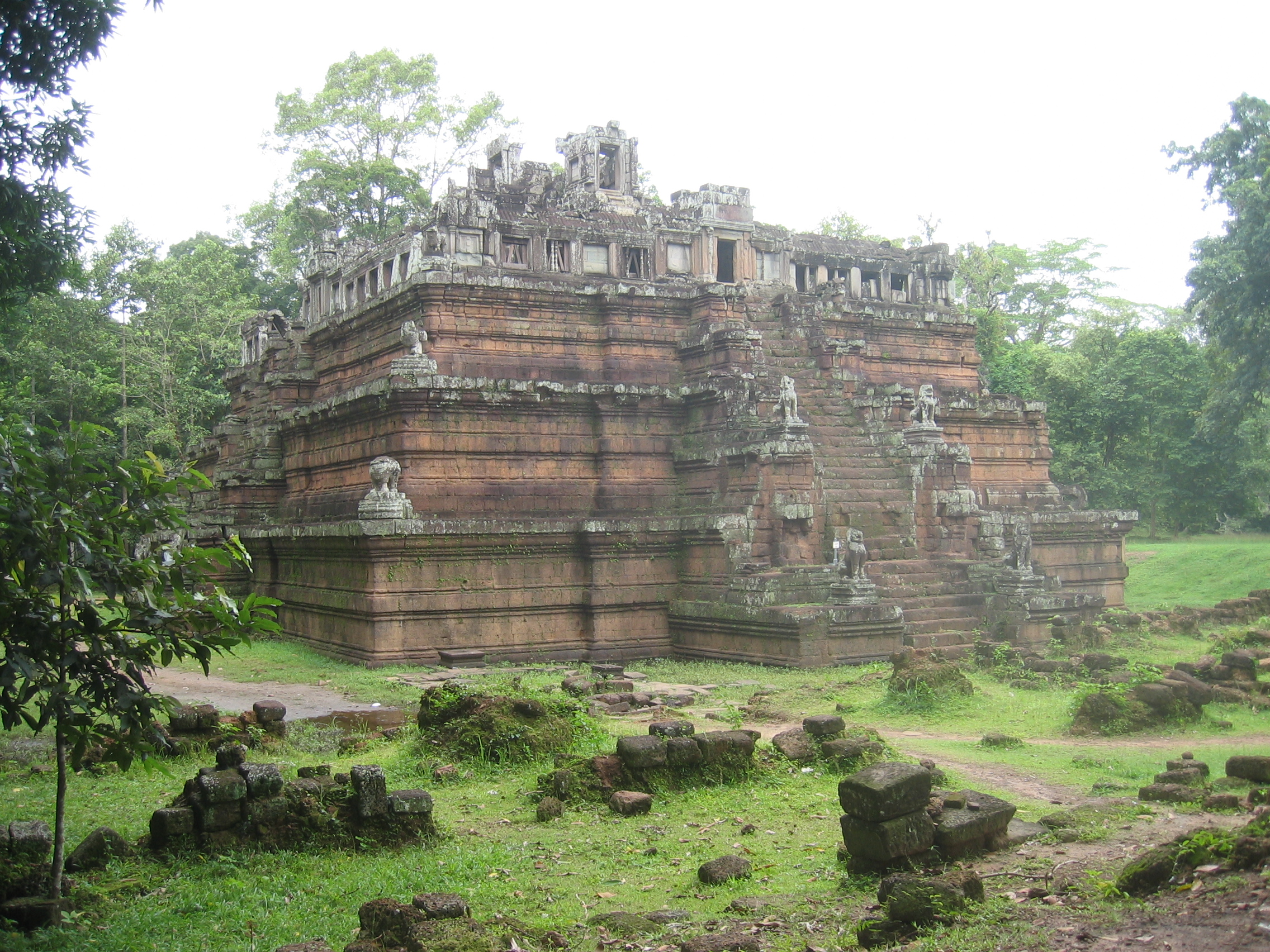
El Phimeanakas

## Els monuments d'Angkor Thom
Monuments principals a l'interior dels murs de la ciutat:

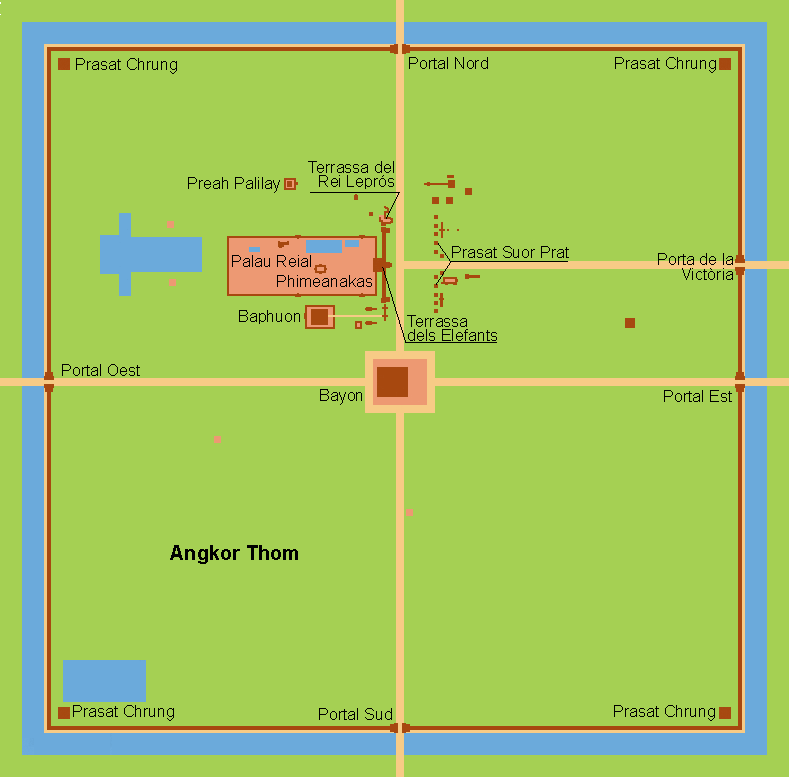
Planta esquemàtica d'Angkor Thom

- Bayon
- Palau Reial
- Baphuon
- Phimeanakas
- Terrassa del Rei Leprós
- Terrassa dels Elefants
- Prasat Chrung
- Prasat Suor Prat
- Preah Palilay